# Нестеренко, Анатолий Дмитриевич
Анатолий Дмитриевич Нестеренко (1899—1975) — советский учёный, доктор технических наук, профессор, член-корреспондент АН УССР (1951).

## Биография
Родился 24 марта 1899 года[по какому календарю?] в селе Благодатное Херсонской губернии в семье сельского учителя.
В 1907—1917 годах учился в Златопольской гимназии; в 1926 году окончил Киевский политехнический институт, получив специальность инженер-электрик. Во время обучения в институте, с 1922 года работал в нём электромонтёром, а после завершения обучения получил в нём должность преподавателя 2-го разряда; к 1928 году организовал в институте лабораторию электрических измерений. Одновременно, в 1928—1930 годах работал на Киевском кабельном заводе.
В 1930 году на базе электротехнического факультета Политехнического института был создан Киевский энергетический институт, где Нестеренко преподавал в качестве доцента. В 1931—1934 годах он был также консультантом и руководителем работ в киевском филиале Научно-исследовательского института Промэнергетики. После реорганизации энергетического института с 1934 года он оказался в Киевском индустриальном институте, сначала — доцентом, а в 1935—1936 годах — внештатным профессором на кафедре «Сопротивление материалов», а затем — «Теоретическая механика»; читал курсы общей электротехники, электротехнических измерений, проводил лабораторные занятия. В 1935 году за работу по проверке измерительных трансформаторов получил имени Д. Менделеева на конкурсе Всесоюзного научно-исследовательского института метрологии (ВНИИМ).
В 1936—1938 годах возглавлял лабораторию Энергетического института АН СССР им. Г. М. Кржижановского; в 1937 году защитил диссертацию и 11 апреля 1938 года был утверждён в степени доктора технических наук.
В июле 1938 года вернулся в Киев, где при его активном участии на базе научно-исследовательских мастерских Киевского политехнического института был создан Киевский завод электротехнической аппаратуры, в дальнейшем известный как «Точэлектроприбор» (ныне АО «Росток»); до 1941 года был руководителем новых разработок завода, а после его эвакуации в Омск, с июля 1941 года — главным конструктором Омского завода № 634. Одновременно, с 1942 года был профессором Омского машиностроительного института, с 1943 года — заведующий кафедрой «Электротехника и электропривод» — до 17 февраля 1944 года.
В 1944 году вернулся в Киев, где в 1945 году организовал в Киевском политехническом институте кафедру электроприборостроения и возглавлял её до 1956 года. С 1944 года работал в системе Академии наук УССР, занимая должности заведующего отделом, заместителя директора, а в 1952—1959 годах был директором Института электротехники АН УССР; с 1951 года — член-корреспондент АН УССР.
А. Д. Нестеренко — автор более 80 научных трудов, в том числе фундаментальной монографии «Основы расчета электроизмерительных схем уравновешивания» и учебного пособия «Детали и узлы приборов» (в соавторстве). Его научные работы посвящены теоретическим основам электротехники, электрическим и магнитным измерениям, разработке по теории фазометров и систем автоматического уравновешивания. Им были разработаны новые оригинальные методы создания и конструкции электроизмерительных приборов.
Он был ведущим специалистом в области морского минного оружия. За разработку и организацию массового производства новых электроизмерительных приборов в 1951 году стал лауреатом Сталинской премии в области приборостроения 3-й степени. В 1978 году стал лауреатом Государственной премии СССР. Был награждён орденом Трудового Красного Знамени.
Подготовил 19 кандидатов и 4 доктора наук.